# Cristo Rey (Cayo)
Cristo Rey ist ein Ort im Cayo District in Belize. 2010 hatte der Ort 873 Einwohner. In Belize gibt es einen weiteren Ort mit dem Namen Cristo Rey: Cristo Rey (Corozal) im Corozal District.

## Geografie
Der Ort liegt am Ostufer des Macal River und am Nordrand der Maya Mountains. Im Süden erstreckt sich der Nojkaaxmeen Eligio Panti National Park. Nach Norden sind es nur wenige Kilometer zu der Stadtregion von San Ignacio-Santa Elena.
Weitere Orte im Umkreis sind Monkey Fall (N) und Duffy Bank (S).

### Verkehr
Die Straße durch Cristo Rey führt in den Südosten nach San Antonio und in den Nordwesten nach San Ignacio an den George Price Highway.

## Klima
Nach dem Köppen-Geiger-System zeichnet sich Cristo Rey durch ein tropisches Klima mit der Kurzbezeichnung Am aus.